# Formicait
Formicait ist ein sehr selten vorkommendes Mineral aus der Mineralklasse der „Organischen Verbindungen“. Es kristallisiert im tetragonalen Kristallsystem mit der Zusammensetzung Ca(HCOO)2, ist also chemisch gesehen ein Calciumformiat. Die größten bisher gefundenen Kristalle waren etwa 30 µm groß.

## Etymologie und Geschichte
Der Name Formicait geht zurück auf das lateinische Wort formica für Ameise zurück. Der gleiche Wortstamm finden sich auch in seiner chemischen Bezeichnung Calciumformiat, der es als Salz der Ameisensäure (lat. acidum formicum) kennzeichnet.
Erstmals entdeckt wurde Formicait in der Bor-Lagerstätte „Solongo“ auf dem zur Baikal-Graben gehörenden Witimplateau in der russischen Republik Burjatien und beschrieben 1999 von N. V. Chukanov, S. V. Malinko, A. E. Lisitsyn, V. T. Dubinchuk, O. V. Kuz’mina und A. E. Zadov.

## Klassifikation
In der mittlerweile veralteten, aber noch gebräuchlichen 8. Auflage der Mineralsystematik nach Strunz gehörte der Formicait zur Mineralklasse der „Organischen Verbindungen“ und dort zur Abteilung der „Salze organischer Säuren“, wo er zusammen mit Abelsonit, Calclacit, Dashkovait, Earlandit, Hoganit, Julienit, Kafehydrocyanit, Mellit und Paceit die „Mellit-Julienit-Gruppe“ mit der System-Nr. IX/A.02 bildete.
Die seit 2001 gültige und von der International Mineralogical Association (IMA) verwendete 9. Auflage der Strunz’schen Mineralsystematik ordnet Formicait ebenfalls in die Klasse der „Organischen Verbindungen“ und dort in die Abteilung der „Salze von organischen Säuren“ ein. Diese Abteilung ist allerdings weiter unterteilt nach der salzbildenden Säure, so dass das Mineral entsprechend seiner Zusammensetzung in der Unterabteilung der „Acetate“ zu finden ist, wo es als einziges Mitglied die unbenannte Gruppe 10.AA.05 bildet.
Auch die vorwiegend im englischen Sprachraum gebräuchliche Systematik der Minerale nach Dana ordnet den Formicait in die Klasse der „Organischen Minerale“ und der gleichnamigen Abteilung ein. Hier ist er als Namensgeber der „Formicait-Reihe“ mit der System-Nr. 50.02.06 und dem weiteren Mitglied Dashkovait innerhalb der Unterabteilung der „Salze organischer Säuren (Mellitate, Citrate, Cyanate und Acetate)“ zu finden.

## Kristallstruktur
Formicait kristallisiert tetragonal in der Raumgruppe P41212 (Raumgruppen-Nr. 92) mit den Gitterparametern a = 6,770 Å und c = 9,463 Å sowie 4 Formeleinheiten pro Elementarzelle. Gut ausgeprägte, tafelförmige Kristalle sind selten. Meistens kommt es als kleine kugelförmige Aggregate vor. Alle bisher gefundenen Proben waren mikroskopisch klein.

## Eigenschaften
Formicait ist leicht wasserlöslich und daher nicht beständig. Die hygroskopischen Kristalle können an der Luft bei zu hoher Feuchtigkeit zerfließen.
Formicait zeigt bei Bestrahlung mit kurzwelligem UV-Licht eine blau-weiße Fluoreszenz.
Bei Formicait handelt es sich chemisch gesehen um das Calciumsalz der Ameisensäure. Auch wenn es sich bei Formicait um das Salz einer organischen Säure handelt, ist seine Entstehung nicht notwendigerweise an biologische Organismen gebunden. Die Bildung von Calciumformiat kann durch rein anorganische Verbindungen erfolgen (siehe →Darstellung von Calciumformiat).

## Bildung und Fundorte
Formicait wurde bisher nur in borhaltigen Skarnen in Sibirien nachgewiesen. Hier kommt es überwiegend als dünne, grauweiße Adern vor, wo es vermutlich hydrothermal abgeschieden wurde. Als Begleitminerale treten unter anderem Calcit, Lizardit, Frolovit und die verschiedenen Hydroborite auf.
Neben seiner Typlokalität „Solongo“-Lagerstätte auf dem Witimplateau konnte das Mineral bisher (Stand: 2012) nur noch in der ebenfalls in Ostsibirien liegenden „Titovskoe“-Lagerstätte in der Tas-Khayakhtakh-Gebirgskette in der Republik Sacha (Jakutien) sowie in der „Novofrolovskoye“-Bor-Kupfer-Lagerstätte bei Krasnoturjinsk in der Oblast Swerdlowsk gefunden werden.

## Verwendung
Auch wenn es viele Verwendungen für Calciumformiat gibt, so sind diese, aufgrund der extremen Seltenheit von Formicait für das Mineral nur hypothetisch.